# Lasaia oileus
Espèce
Lasaia oileus est une espèce d'insectes lépidoptères (papillons) appartenant à la famille des Riodinidae et au genre Lasaia.

## Dénomination
Lasaia oileus a été décrit par le naturaliste britannique Frederick DuCane Godman en 1903.

### Nom vernaculaire
Lasaia oileus se nomme Oily Lasaia en anglais.

## Description
Lasaia oileus est un papillon à l'apex des ailes antérieures pointu au dessus marron foncé tacheté de cuivré à cuivré tacheté.
Le revers est blanc beige tacheté de marron foncé ou de cuivré.

## Écologie et distribution
Lasaia oileus est présent au Honduras, à Panama, à Trinité-et-Tobago, en Guyane, au Brésil, au Paraguay, au Pérou et au Brésil.